# Víctor Estrada
Víctor Estrada (n. 28 octombrie 1971, Matamoros⁠(d), Tamaulipas, Mexic) este un taekwondist ce a reprezentat Mexic, medaliat olimpic. A participat la 2 ediții ale Jocurilor Olimpice (2000, 2004) în care a câștigat o medalie de bronz.